# Antoine Alphonse Chassepot

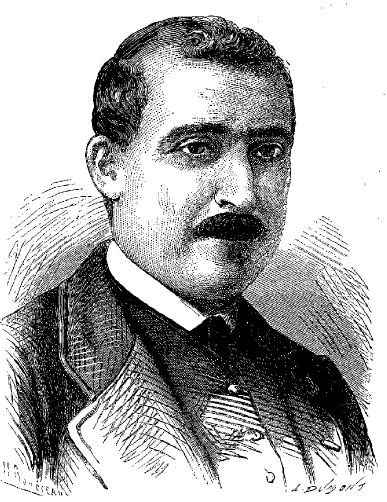
Antoine Alphonse Chassepot.

Antoine Alphonse Chassepot (04 de março de 1833 Mutzig, Alsácia, França — 05 de fevereiro de 1905 (71 anos) Gagny, França), foi um inventor e armeiro francês. Ele inventou o fuzil de agulha de fogo central por retrocarga que ficou conhecido como "Chassepot". Esse fuzil foi adotado pelo exército francês em 1866, pelo que ele recebeu a "Grand-croix da Légion d'honneur" e uma gratificação de 30.000 francos.

## Biografia
Filho e sobrinho de controladores de armas, Antoine Chassepot entrou na fábrica de armas Châtellerault em 1851, aos 18 anos. Em 1856, trabalhava na fábrica nacional de armas de Saint-Étienne, onde oferecia um sistema de culatra selado por uma junta de borracha.
Em 1863, Chassepot desenvolveu o fuzil que levaria seu nome, adotado em 1866 pelo exército francês e para o qual havia acabado de registrar uma patente. A venda dos direitos exclusivos de fabricação para uma empresa privada, a "Cahen Lyon & Cie", representou um problema espinhoso para o Ministério da Guerra de Napoleão III. Com efeito, esta firma, criada para a circunstância, mostrou-se incapaz de honrar todas as encomendas do Estado que se apressava em dotar o mais rapidamente possível a "Armée française" de uma arma moderna porque a guerra de 1870 se avizinha no horizonte. É graças à subcontratação em outros países europeus (Inglaterra, Holanda, Áustria, Espanha, Itália e Bélgica) que o soldado de infantaria francês poderia ser equipado em tempo com uma arma moderna.
O Chassepot fez sua primeira aparição no campo de batalha em Mentana em 3 de novembro de 1867, onde infligiu graves perdas às tropas de Giuseppe Garibaldi. É relatado ao Parlamento que "Os caçadores fizeram maravilhas!" Na verdade, as pesadas balas cilíndricas de chumbo disparadas em alta velocidade pelo Chassepot infligiram ferimentos ainda piores do que os do Minié. Durante a Guerra Franco-Prussiana de 1870, o alcance do Chassepot foi muito maior do que o do Dreyse alemão.
Em 1868, Antoine Chassepot' depositou na Inglaterra a patente de um fuzil usando cartuchos metálicos, mas seria um modelo usando o sistema do Capitão Gras que seria adotado em 1874 pela Armée française.